# Cheust
Cheust település Franciaországban, Hautes-Pyrénées megyében. Lakosainak száma 86 fő (2022. január 1.). Cheust Sère-Lanso, Arrodets-ez-Angles, Germs-sur-l’Oussouet, Juncalas és Ourdis-Cotdoussan községekkel határos.

## Népesség
A település népességének változása:
| Lakosok száma | 83   | 85   | 89   | 86   | 86   | 87   | 87   | 86   | 86   |
|               | 2013 | 2015 | 2016 | 2017 | 2018 | 2019 | 2020 | 2021 | 2022 |